# Ред-Лейк (индейская резервация)
Ред-Лейк (англ. Red Lake Indian Reservation) — индейская резервация алгонкиноязычного народа оджибве, расположенная в северо-западной части штата Миннесота, США. Является второй, после Лич-Лейк, резервацией штата по общей площади, и третьей по площади суши.
Из-за уникального статуса Ред-Лейк часто называют «закрытой резервацией». В ней вся земля принадлежит племени и нет частной собственности. Племя имеет право решать, кто может посещать его территорию и жить в резервации.

## История
На территорию современного американского штата Миннесота оджибве мигрировали с северного берега Верхнего озера в XVII веке.
В 1850-х годах два католических священника основали первую миссию в поселении оджибве близ озера Ред. Позже католические монахини из бенедиктинского монастыря Святого Иосифа (ныне на этом месте находится город Сент-Джозеф) основали миссию Святой Марии поблизости. Они организовали школу-интернат при миссии для девочек оджибве, обучая их христианству и английскому языку. Со временем большинство жителей резервации приняли католицизм, хотя многие также сохранили ритуалы и традиции оджибве.
Объединившись с группой пембина, в 1863 году оджибве озера Ред заключили с Соединёнными Штатами первый договор, согласно которому индейцы уступали более 44 500 км² своей территории в районе Ред-Ривер и современного округа Китсон, взамен они получали небольшую денежную компенсацию и резервацию Ред-Лейк. В 1889 году группа ред-лейк была вынуждена уступить около 11 736 км², называемых «Актом о помощи и цивилизации индейцев чиппева», а в 1902 году ещё более 1 000 км² (256 152 акра) американским властям под давлением увеличения числа европейско-американских поселенцев в этом районе.
Когда США и Канада обследовали международную границу между ними, чтобы исправить предыдущие ошибки, Северо-Западный Угол был включён в состав Соединённых Штатов вместе с его историческими жителями, группой оджибве лак-дю-буа. Поскольку им не хватало федерального признания со стороны Бюро по делам индейцев США, американское правительство административно объединили эту небольшую группу с резервацией Ред-Лейк.
Хотя племя уступило большие участки земли федеральному правительству США, оно сохранило центральную часть. Группа ред-лейк сопротивлялась попыткам США получить её одобрение на выделение общинной земли индивидуальным домохозяйствам в соответствии с Законом Дауэса 1887 года. В этот период часть индейцев пембина-оджибве, отказавшись переселиться в Тёртл-Маунтин или в Уайт-Эрт, бежала в резервацию Ред-Лейк, потому что она оставалась под полным контролем оджибве.
8 июля 1889 года правительство США сообщили оджибве штата Миннесота, что резервации Ред-Лейк и Уайт-Эрт будут сохранены, но остальные будут выставлены на публичную продажу. Оджибве из других резерваций должны будут переехать в резервацию Уайт-Эрт. Федеральное правительство также уведомило лидеров оджибве, что члены каждой резервации могут голосовать за принятие надела в своей резервации, причем голосовать могут все взрослые мужчины оджибве. Лидеры Ред-Лейк предупредили власти Соединённые Штатов о том, что они будут оказывать сопротивление, если территория их резервации будет нарушена. Члены резерваций Уайт-Эрт и Мил-Лакс подавляющим большинством голосов проголосовали за то, чтобы принять земельные наделы и разрешить продать излишки земли белым, а племенам получить единовременные суммы денег от продаж. Позже оджибве резервации Лич-Лейк также проголосовали за земельные наделы. Правительство племени и поныне обладает полным суверенитетом над резервацией Ред-Лейк, подчиняясь только федеральному правительству США.

## Правительство
В 1934 году лидеры Ред-Лейк отказались от организации в соответствии с Законом о реорганизации индейцев, поскольку предпочли сохранить клановую систему управления. Группа не присоединилась к племени чиппева Миннесоты, федерально признанному конгломерату других народов оджибве Миннесоты, который имеет свою собственную руководящую власть.
Правительство племени обладает полным суверенитетом над резервацией, подчиняясь только федеральному правительству США. Суды и правительство штата Миннесота не имеют юрисдикции в Ред-Лейк. Законы принимаются советом племени. В 1918 году была создана конституция Генерального совета Ред-Лейк. В 1950-х годах правительственные реформы в Ред-Лейк привели к разработке конституции племени. Конституция учредила выборный совет племени — группа из семи традиционно отобранных племенных лидеров была создана для работы на консультативной основе. Вместе с избранными членами совета эти традиционные лидеры образуют подчиненные комитеты Совета племени.
Ныне племенной совет состоит из одиннадцати членов — три избранных офицера и восемь членов совета, по два от каждой из четырёх общин, управляют группой ред-лейк. Семь наследственных вождей, потомков тех, кто вёл переговоры по земельному соглашению 1889 года, пожизненно являются консультантами совета племени. В 1997 году племя начало управлять своими собственными программами в соответствии с контрактом на самоуправление с Бюро по делам индейцев. 

## География
Резервация расположена в северо-западной Миннесоте и состоит из многочисленных участков, самая большая часть — это область вокруг озера Ред, самого большого озера в штате. Этот сектор находится в основном в округах Белтрами и Клируотер. Второй по величине сектор находится гораздо севернее, в Северо–Западном Углу в округе Лейк-оф-те-Вудс близ американо-канадской границы. Между этими двумя крупнейшими частями находятся сотни, в основном небольших несмежных эксклавов резервации, в округах Белтрами, Клируотер, Кучичинг, Лейк-оф-те-Вудс, Маршалл, Пеннингтон, Полк, Ред-Лейк и Розо.
Высота над уровнем моря в Ред-Лейк неодинакова, и колеблется от 335 метров до 396 метров над уровнем моря. На территории резервации расположено множество озёр, значительная её часть покрыта лесом.
Общая площадь Ред-Лейк составляет 3 264,22 км², из них 2 287,19 км² приходится на сушу и 977,03 км² — на воду. Административным центром резервации является статистически обособленная местность Ред-Лейк.

## Демография
По данным федеральной переписи населения 2000 года в Ред-Лейк проживало 5 162 человека и она являлась самой густонаселённой резервацией в штате Миннесота. Единственным местом в штате с более высоким населением коренных американцев в 2000 году был крупнейший город штата Миннеаполис, расположенный в 402 км к югу, в нём проживало 8 378 индейцев.
Согласно федеральной переписи населения 2020 года в резервации проживало 5 506 человек, насчитывалось 1 445 домашних хозяйств и 1 591 жилой дом. Средний доход на одно домашнее хозяйство в индейской резервации составлял 41 268 долларов США. Около 32,6 % всего населения находились за чертой бедности, в том числе 33,9 % тех, кому ещё не исполнилось 18 лет, и 17 % старше 65 лет.
Расовый состав распределился следующим образом: белые — 41 чел., афроамериканцы — 0 чел., коренные американцы (индейцы США) — 5 382 чел., азиаты — 1 чел., океанийцы — 0 чел., представители других рас — 3 чел., представители двух или более рас — 79 человек; испаноязычные или латиноамериканцы любой расы составили 100 человек. Плотность населения составляла 0,59 чел./км².

## Экономика
Занятость в резервации очень ограничена, что приводит к высокому уровню безработицы. Совет племени является основным работодателем через государственные операции и племенные предприятия, такие как Red Lake Builders, которое строит здания, дороги, торговые центры. Есть также несколько малых предприятий, в том числе многие традиционные ремесленники. В 1994 году в юго-западной части резервации была приобретена ферма, и племя продолжило успешную операцию по выращиванию риса.
У племени есть три казино, построенные на трастовой земле, но из-за запрета на продажу и потребление алкоголя, они приносят небольшой доход. Промышленность резервации состояла в основном из лесозаготовок и коммерческого промысла судака в озерах. Добыча судака значительно упала в 1990-х годах, что усугубило финансовые проблемы Ред-Лейк. Ныне резервация получает от 50 до 60 миллионов долларов ежегодно в виде федеральных субсидий.